# Javnost
Javnost (public) se odnosi na čovječanstvo općenito, ili na pripadnike nacije, države ili zajednice; ljudi, neodređeno kao javnost; također se odnosi i na određeno tijelo ili skupinu ljudi. S poduzetničkog stajališta: javnost je bilo koja grupa koja ima stvarni ili potencijalni interes za uspjeh tvrtke ili može utjecati na sposobnost tvrtke da postigne svoj cilj.
Pod javnošču se podrazumijeva jedno ili više fizičkih ili pravnih lica i njihovih udruženja, organizacije ili grupe.
Pojmu javnosti pripadaju svi građani i udruženja građana koji razmišljaju i razgovaraju o zajednici u kojoj žive te ta razmišljanja formuliraju u kritiku i odbijanje, prijedloge i prihvaćanje, koje javno izražavaju i zastupaju, te i na taj način pokušavaju utjecati na javno mišljenje.
Javno (public) je ono što se odnosi na ljude, pripada ljudima, odnosi se ili utječe na naciju, državu ili društvo; suprotno od privatnog; npr. javno dobro, cesta ili jezero. 
Aggens (1983.) u članku  “Identificiranje različitih razina zanimanja javnosti u sudjelovanju” navodi: “Ne postoji jedna javnost, već različite razine javnosti koje se temelje na različitim stupnjevima zanimanja i sposobnosti”. “Javna mreža” označava mrežu koja regulira javni prijevoz.